# Suhre
Suhre är ett vattendrag i Schweiz. Det ligger i den centrala delen av landet, 70 km nordost om huvudstaden Bern.
I omgivningarna runt Suhre växer i huvudsak blandskog. Runt Suhre är det tätbefolkat, med 459 invånare per kvadratkilometer.